# مالکوم کریستی
مالکوم کریستی (انگلیسی: Malcolm Christie؛ زادهٔ ۱۱ آوریل ۱۹۷۹) یک بازیکن فوتبال اهل بریتانیا است.